# 18e Leger (Wehrmacht)
Het 18e Leger (Duits: 18. Armee) was een onderdeel van de Wehrmacht in de Tweede Wereldoorlog. Het werd opgericht op 4 november 1939 en capituleerde op 9 mei 1945. Het leger vocht aan het westfront tijdens de inval in Nederland. Aan het oostfront belegerde het Leningrad gedurende 900 dagen. Op het einde van de oorlog capituleerde het 18e Leger in Koerland.

## Inval in Nederland
Het 18e Leger werd op 4 november 1939 opgericht en het was verantwoordelijk voor de verdediging van de westelijke grens vanaf de Rijn tot aan de Noordzee. In het oorspronkelijke aanvalsplan voor de aanval op Frankrijk en de Lage Landen was louter een defensieve rol voor het leger weggelegd. Er zou immers geen aanval op Nederland worden ondernomen. Pas op 17 januari 1940 werd beslist om ook Nederland te bezetten. Volgens Fall Gelb zou de voornaamste aanval in de Ardennen plaatsvinden. De aanval op België en Nederland was slechts een afleidingsmanoeuvre om zoveel mogelijk Franse en Britse troepen naar het noorden te lokken. Het 18e Leger zou dus slechts een secundaire rol vervullen in het offensief.
De opdracht van het 18e Leger was de verovering van Nederland. Voor deze taak kreeg generaal Georg von Küchler de beschikking over vier reguliere infanteriedivisies en drie reserve-divisies. Dit was veel te weinig. Bovendien waren deze eenheden allemaal pas opgericht in augustus 1939. Ze waren nauwelijks getraind en ze beschikten over onvoldoende officieren en onder-officieren. Het Duitse opperbevel gaf generaal von Küchler versterkingen in de vorm van de 1e Cavalerie-divisie (de enige cavalerie-eenheid in de Duitse Wehrmacht) en de SS-Verfügungstruppe. In totaal telde het 18e Leger 150 000 man. Het 18e Leger kreeg tijdelijk de beschikking over de 9e Pantserdivisie (bestaande uit één tankregiment uitgerust met Tsjechische tanks) en luchtlandingstroepen. De twee luchtlandingsdivisies bleven onder de tactische controle van de Luftwaffe en generaal von Küchler had dus geen zeggenschap over hun inzet.
Op 10 mei 1940 overschreed het 18e Leger de Nederlandse grens. In het noorden veroverde de 1e Cavalerie-divisie zonder veel tegenstand Groningen en Friesland. Op 12 mei 1940 bereikte de voorhoede de kop van de Afsluitdijk bij Kornwerderzand. De Duitsers konden echter geen doorbraak realiseren. Pas na de capitulatie konden de Duitsers de Afsluitdijk oversteken.
In het centrum probeerden Duitse commando’s gekleed in Nederlandse uniformen de bruggen over de Maas te bezetten. Enkel bij Gennep lukte dit, maar dat was voldoende om reeds op de eerste dag de Maas- en de IJsellinie en de daarachterliggende Peel-Raamstelling te doorbreken. Op 11 mei 1940 bereikten de 207e divisie en SS-Regiment ‘Der Führer’ de voorposten van de Grebbelinie. Na twee dagen van zware gevechten langsheen de linie dwongen de Duitse aanvallers de Nederlandse troepen tot een terugtocht.

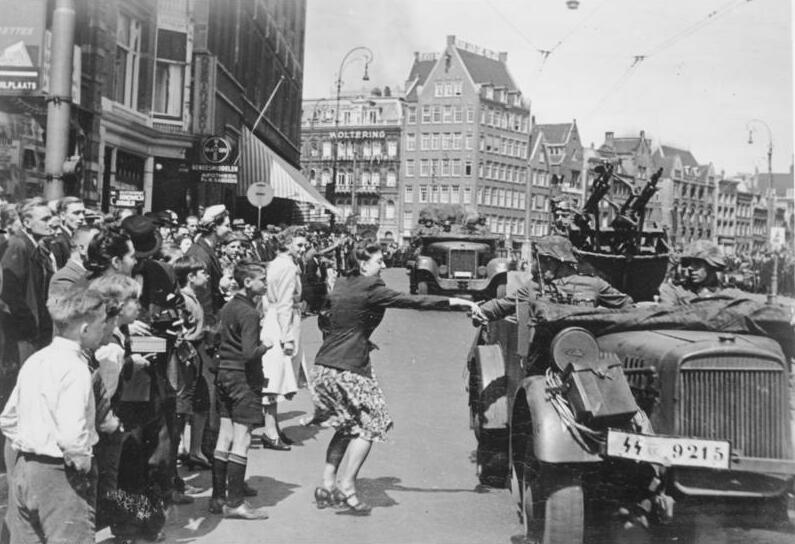
Intocht van de Duitse troepen in Amsterdam, mei 1940

In het zuiden rukte de 9e Pantserdivisie snel op door Noord-Brabant. Gesteund door de Stuka-duikbommenwerpers baanden ze zich een weg door de Nederlandse verdediging. Op 12 mei 1940 maakten de tanks contact met de paratroepen, die op 10 mei 1940 waren gedropt nabij Rotterdam en de belangrijke bruggen bij Moerdijk hadden veroverd. Vesting Holland was afgesneden van de rest van de geallieerde strijdmacht. Na het bombardement op Rotterdam capituleerde Nederland.
Het 18e Leger kreeg opdracht om het Nederlandse leger te ontwapenen en vervolgens Zeeland te veroveren. Generaal von Küchler stuurde een deel van zijn troepen langs Antwerpen in de richting van Gent. Op 24 mei viel ook het laatste deel van Nederland in Duitse handen. Het 18e leger zette zijn opmars langs de Belgische kust verder naar het zuiden.  Op 31 mei 1940 kreeg generaal Georg von Küchler het bevel over alle Duitse troepen rond Duinkerke. Na de val van Duinkerke werd het 18e leger naar de Somme overgeplaatst. 

Intocht van de Duitse troepen in Parijs, juni 1940

Tijdens de Slag om Frankrijk behoorde het 18e Leger niet tot de frontlijntroepen. Enkel nadat het 4e Leger en het 6e Leger, samen met de Pantsergroep von Kleist een bres hadden geslagen in de Franse linie bij de Somme werd het 18e Leger ingezet. Het was echter generaal von Küchler die de hoofdprijs wist te bemachtigen. Op 14 juni 1940 trokken zijn eenheden Parijs binnen. Daarna rukten ze verder naar het zuiden op. De voorhoede bevond zich ten zuiden van Tours toen op 22 juni 1940 Frankrijk capituleerde.
Vanaf 26 juni 1940 fungeerde het 18e Leger als bezettingsmacht in Zuidwest-Frankrijk. Op 21 juli 1940 begonnen de eerste onderdelen zich te verplaatsen naar Duits-Russische grens in Oost-Pruisen.

## Operatie Barbarossa
Op 22 juni 1941 startte operatie Barbarossa, de Duitse inval in de Sovjet-Unie. Het 18e Leger, bestaande uit acht infanteriedivisies, vormde de noordelijke vleugel van Legergroep Noord. Kolonel-generaal Georg von Küchler moest in het spoor van de tanks van Panzergruppe 4 door de Baltische Staten oprukken naar Leningrad, de geboortestad van het Bolsjevisme.
Aanvankelijk verliep alles volgens plan voor de Duitse troepen. Gesteund door de aanvallen van Stuka-duikbommenwerpers braken de Duitse divisies reeds op de eerste dag door de Sovjetverdediging. De Sovjets werden compleet verrast door de kracht en snelheid van de Duitse opmars. De drie korpsen van het 18e Leger staken de Njemen over en veroverden op 26 juni Kaunas. Drie dagen later viel Libau in hun handen en bereikten ze de Duna.
De onverharde wegen vormden een probleem voor de opmars van de Duitse gemechaniseerde eenheden. De Duitse voertuigen op de zanderige wegen veroorzaakten enorme stofwolken. Het stof drong door elke opening. Olie en brandstof raakten vervuild en motoren begonnen te blokkeren. Wegens de snelle opmars hadden de Duitsers geen tijd om hun voertuigen te onderhouden. Naarmate de opmars vorderde, werd de slijtage steeds erger. Sommige divisies van het 18e Leger verloren meer dan een derde van hun voertuigen.
Op 1 juli bereikte Kolonel-generaal Georg von Küchler Riga. De stad viel bijna zonder verzet in Duitse handen. Het 26e Legerkorps, dat de linkervleugel van het 18e Leger vormde, rukte verder op via de kust. Geholpen door de lokale bevolking omzeilden de Duitse eenheden de Sovjetverdediging en ze drongen steeds verder Letland binnen.

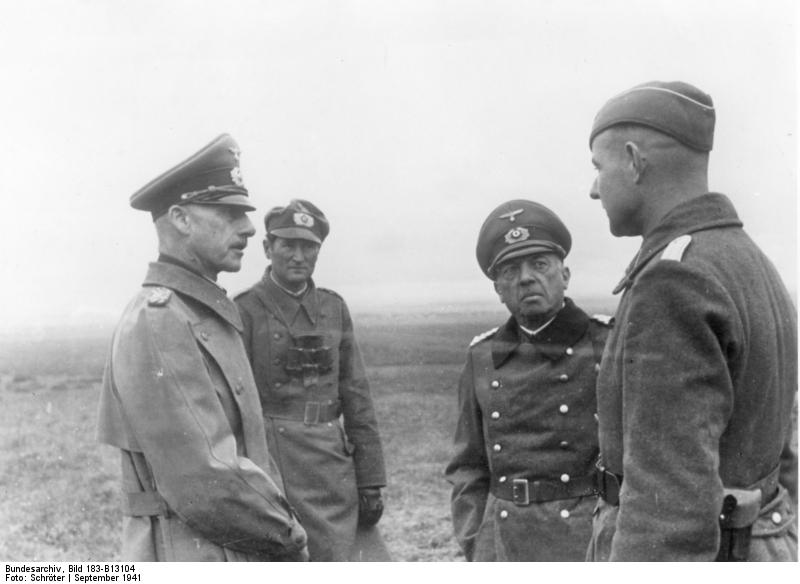
Overleg tussen maarschalk von Leeb (links) en generaal von Küchler (2de van rechts)

Begin juli 1941 begonnen de eerste problemen van de Blitzkrieg tactiek zichtbaar te worden. De Duitse tanks van het 56e Gemotoriseerde Korps van generaal Von Manstein vormden de gepantserde speerpunt van Heeresgruppe Nord en hun tempo lag veel hoger dan de niet-gemotoriseerde infanteriedivisies. Bovendien moest het 18e Leger telkens de omsingelde Sovjettroepen vernietigen. De vuurkracht en tactische vaardigheid van de Duitse troepen was beter dan die van de Sovjets, maar de Duitse infanterieregimenten moesten zich ontplooien, de omgeving verkennen, artillerie in stelling brengen en ten slotte een aanval uitvoeren. Deze gevechten kostten tijd. Tijdens de veldtocht in het westen hadden de omsingelde troepen zich telkens overgegeven, maar de Sovjets bleven doorvechten.
Op 19 juli 1941 beval Adolf Hitler dat Moskou niet het belangrijkste aanvalsdoel was, maar dat Leningrad en Oekraïne moesten worden veroverd vooraleer de opmars naar Moskou mocht worden hervat. De beide korpsen van Pantsergroep 4 kregen de opdracht om door te stoten naar Leningrad. Het 18e Leger moest de linkerflank dekken door de Sovjettroepen te verdrijven uit Koerland, Letland en Estland. De korpsen van het 18e Leger waren door opmars van de grens naar Riga erg verspreid geraakt. Het Duitse Opperbevel vond het niet nodig om deze eenheden tijd te geven om zich te hergroeperen en te concentreren, want volgens hun inlichtingen waren de Sovjetlegers te verzwakt om de opmars tegen te houden. Het 38e Legerkorps volgde in het spoor van de tanks van het 41e Gemotoriseerde Korps in de richting van Kingisepp. Ondertussen rukte het 1e Legerkorps samen met de tanks van generaal von Mansteins 56e Gemotoriseerde Korps via Soltsy op naar Novgorod. Na hevige gevechten bij Soltsy, waarbij de Sovjets erin slaagden om een van de pantserdivisie van von Manstein te omsingelen, bereikte het 1e Legerkorps op 30 juli de oever van het Ilmenmeer.
Terwijl de korpsen van de rechtervleugel van het 18e leger zware tegenstand ontmoette, rukten het 26e Legerkorps en het 42e Legerkorps op door Estland. Ze verdreven de verspreide eenheden van het 8e leger. Ze veroverden Tartu en Pärnu. Begin augustus bereikten ze Tallinn, dat na een kort beleg werd veroverd.

### Beleg van Leningrad
Op 24 augustus 1941 naderde het 18e leger de buitenste verdedigingslinie van Leningrad. Vanuit het zuidwesten en zuidoosten naderden de Duitsers de stad. Bij Krasnogvardievsk kwam het tot hevige gevechten en het 41e Gemotoriseerde Korps wist een doorbraak te forceren. Onder druk van de Duitse aanvallen begonnen de Sovjets terug te wijken. In het oosten veroverde het 39e Gemotoriseerde Korps, geleend van Heeresgruppe Mitte, de stad Ljoeban en op 1 september viel ook het belangrijke spoorwegknooppunt Mga in hun handen. 
Op 8 september 1941 bereikte het 28e Legerkorps Sjlisselburg aan de zuidoever van het Ladogameer, waardoor Leningrad volledig was omsingeld. Slechts over het meer was de stad nog bereikbaar. Vanuit het zuidwesten begon het 18e Leger aan de verovering van de stad. Het eerste doel waren de heuvels bij Krasnoje Selo. Gesteund door de tanks van het 41e Gemotoriseerde Korps vielen de twee infanteriedivisies van het 38e Legerkorps deze belangrijke heuvelrug aan. Na hevige gevechten kreeg het 18e Leger de overhand. De tweede verdedigingslinie was doorbroken en de Duitsers zagen de buitenwijken van de stad liggen, maar ze waren te uitgeput om snel door te stoten. Generaal von Küchler hergroepeerde zijn divisies voor de laatste aanval. Op de linkerflank moest het 28e Legerkorps Peterhof aan de Finse Golf innemen, de centrale aanval zou worden gevormd door het 38e Legerkorps en de drie korpsen van Panzergruppe 4. Op de rechterflank moest het 28e Legerkorps voorkomen dat de Sovjets zouden uitbreken naar het oosten.

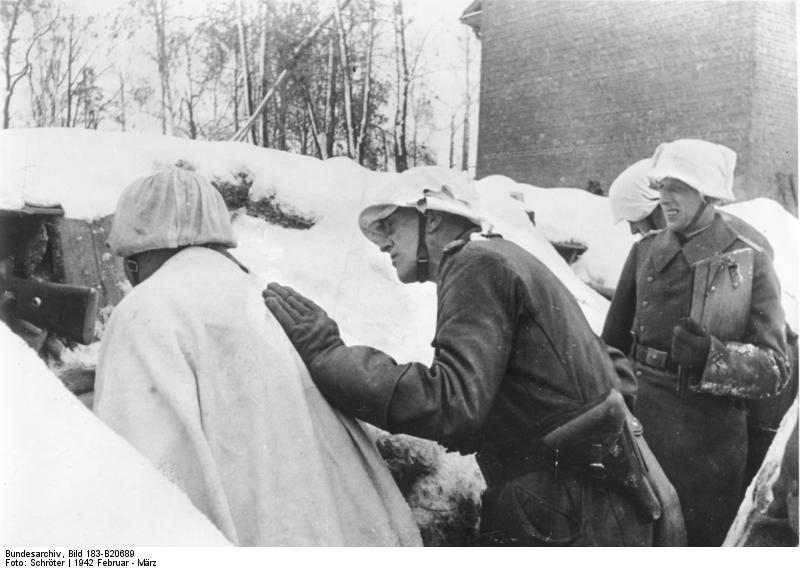
Generaal Lindemann bekijkt Sovjetstellingen

Op 12 september 1941 beval Adolf Hitler de aanval te staken. Hij had beslist dat Leningrad moest worden uitgehongerd. Volgens hem zou een frontale aanval te veel verliezen aan manschappen en tanks veroorzaken. Bovendien kreeg Heeresgruppe Nord opdracht om de tanks van Panzergruppe 4 over te dragen aan Heeresgruppe MItte. Deze versterkingen zouden worden ingezet bij de aanval op Moskou. Door deze beslissing werd het 18e Leger beroofd van de ondersteuning van tanks en het offensief in de richting van de stad vertraagde en kwam tot stilstand op 19 september op minder dan 20 kilometer van de stad. Aan de linkerflank boekte het 28e Legerkorps nog wel een succes door de verovering van Peterhof op 25 september 1941, waardoor het 8e Leger werd geïsoleerd in het bruggenhoofd bij Oranienbaum.
Vanaf oktober 1941 begon het 18e leger een serie van verdedigingslinies ten zuiden van Leningrad aan te leggen. Vanuit deze posities beschoten ze onophoudelijk de stad met zware artillerie. De Duitse troepen zouden meer dan 900 dagen de stad belegeren.
Gedurende de volgende jaren was het front van het 18e leger erg statisch. De divisies legden een complex netwerk van verdedigingsstellingen in de heuvels ten zuiden van de stad, in de moerassen tussen Neva en Wolchow en rond de enclave van Oranienbaum. Ze verijdelden verschillende pogingen van het Rode Leger om de stad te ontzetten. Op 7 januari 1942 lanceerden de Sovjets het Volchov-offensief, maar de Duitsers wisten de aanvallers te omsingelen in de moerassen tussen de Neva en de Wolchow. Pas in mei 1942 waren de laatste verzetshaarden opgeruimd en de Sovjetcommandant, generaal Andrej Vlasov, gaf zich over. In augustus 1941 ondernam het Volchovfront een nieuwe poging om het beleg te breken. Slechts dankzij de inzet van de divisies van het pas gearriveerde 11e Leger wisten de Duitsers de zogenaamde Eerste Slag bij het Ladogameer te winnen. Op 10 oktober 1942 eindigde het offensief. De volgende poging was in januari 1943. Tijdens de Tweede slag bij het Ladogameer slaagden de Sovjets er in om een smalle landcorridor naar Leningrad te openen. De nauwe doorgang aan de zuidoever van het meer lag wel voortdurend onder vuur van de Duitse artillerie, maar de stad kon opnieuw worden bevoorraad. Op 22 juli 1943 ging de Derde Slag bij het Ladogameer van start. De troepen van het Leningradfront en het Volchovfront probeerden de corridor te verbreden, maar hun aanvallen liepen vast in het koppige verzet van het 18e Leger. Na enkele weken verwaterde het offensief tot enkele plaatselijke aanvallen.

### Ontzet van Leningrad

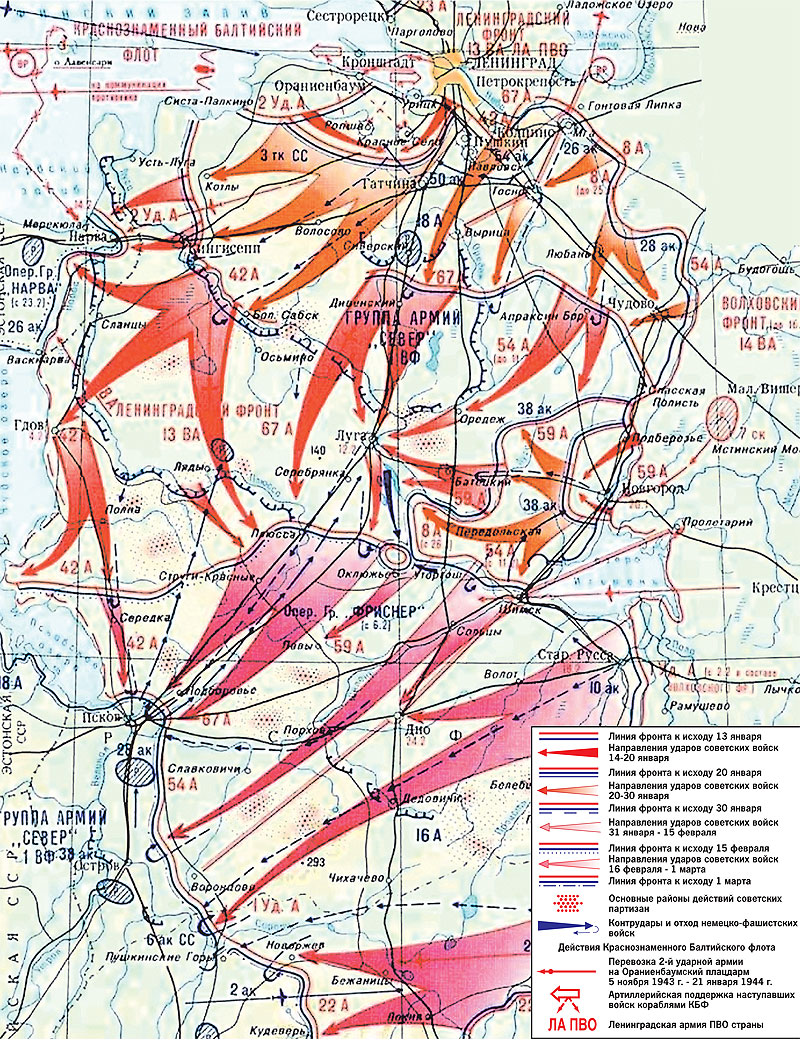
Leningrad-Novgorod-offensief

Ondanks de pogingen van het Rode Leger om Leningrad te ontzetten, was het front van het 18e leger nauwelijks veranderd sinds september 1941. Dit statische gedeelte van het front werd door het Duitse opperbevel gebruikt om nieuwe eenheden hun vuurdoop te geven. Ervaren eenheden werden uit de frontlijn gehaald en naar het zuiden gestuurd. In december 1943 had het 18e leger echter drie divisies naar het zuiden gestuurd als versterking voor Heeresgruppe Süd. Ze hadden hiervoor geen vervanging gekregen. Generaal Lindemann had, in de hoop een goede indruk te maken bij Adolf Hitler, beweerd dat het 18e leger gemakkelijk kon standhouden zonder deze divisies.

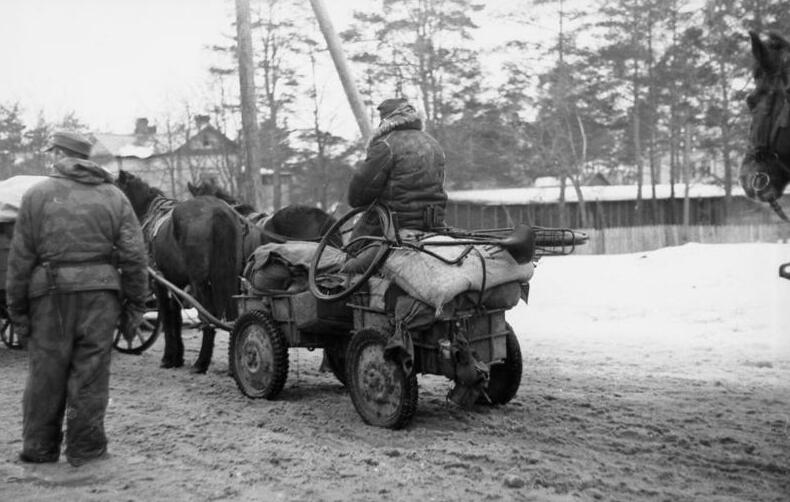
Duitse terugtocht

Op 14 januari 1944 ging het Leningrad-Novgorod offensief van start. Vanuit het bruggenhoofd bij Oranienbaum viel het 2e Stoottroepenleger de linkervleugel van het 18e Leger aan. Het zwaartepunt van de aanval was gericht tegen twee Luftwaffen-Felddivisies. Deze divisies bestonden uit grondpersoneel van de Luftwaffe, die een beperkte gevechtstraining hadden gekregen. Op hetzelfde moment viel het 42e Leger vanuit Leningrad aan in de richting van Oranienbaum aan. Generaal Lindemann gaf bevel dat de eenheden zich niet mochten terugtrekken, want als ergens het front zou worden doorbroken, dan zou zijn volledige verdedigingslinie instorten. Gedurende de eerste dag van het offensief hielden de Duitsers stand, maar hun verliezen waren hoog. Generaal Lindemann had geen reserves om deze verliezen aan te vullen. Gedurende de nacht bleven de Sovjets aanvallen en verschillende Duitse posities werden onder de voet gelopen. Bij het aanbreken van de derde dag trokken enkele bataljons van de 9e Luftwaffen-Felddivisie zich terug. De terugtocht ontaardde in een vlucht van twee divisies. De gehele linkervleugel van het 18e Leger stortte ineen.
Op 19 januari 1944 veroverden de Sovjets de heuvels van Krasnoye Selo. Vanuit dit gebied hadden de Duitsers Leningrad jarenlang bestookt met hun zware artillerie. Dezelfde dag maakten de troepen van het Leningradfront bij Ropje contact met het 2e Stoottroepenleger. De Duitsers vluchtten in de richting van de Loega.
Ondertussen bevond ook de rechtervleugel van het 18e Leger zich in de problemen. Op 29 januari 1944 heroverde het Volkhovfront Ljoeban en enkele dagen later het spoorwegknooppunt Mga, waardoor de spoorwegverbinding met Leningrad werd hersteld.
Beide vleugels van het 18e Leger werden teruggedreven en het Sovjetoffensief dreigde het volledige leger te omsingelen. Generaal von Küchler, commandant van Legergroep Noord, vroeg toestemming om het leger naar de Pantherlinie terug te trekken. Deze linie liep van Narva in het noorden langs het Peipusmeer naar het zuiden. Door deze terugtrekking zou het front met ongeveer 100 kilometer worden ingekort en kwamen er drie divisies vrij, die de verdediging konden versterken. Adolf Hitler weigerde. Hij beval dat het leger moest standhouden.
Het Leningrad- en Volkhovfront bleven verder oprukken en het 18e Leger week terug naar de Loega. Op 27 januari 1944 liep het front van het 18e Leger ongeveer 15 kilometer ten noorden van de lijn Narva-Chudovo, maar in de daaropvolgende dagen viel het 18e Leger uit elkaar. Sinds het begin van het offensief waren de verliezen opgelopen tot 59 000 doden, gewonden en gevangenen. Aanvankelijk wilde generaal Model, de nieuwe bevelhebber van Legergroep Noord achter de rivier standhouden, maar al spoedig besefte hij dat het niet meer mogelijk was. Op 17 februari 1944 kreeg hij wel toestemming om zich naar de panterlinie terug te trekken.
Op 23 februari werd Armee-Abteilung Narwa gevormd uit de noordelijke vleugel van het 18e Leger, waardoor het 18e Leger niet langer verantwoordelijk was voor de verdediging van de gelijknamige landengte. De restanten van het 18e Leger trokken zich achter het Peipusmeer terug. Langzaam begon het moraal zich te herstellen.

### Terugtocht naar Koerland

#### Juli 1944: Nasleep van Operatie Bagration
Eind juni 1944 verdedigde het 18e Leger, bestaande uit negen verzwakte divisies, een front van 300 kilometer, dat zich uitstrekte van Narva in het noorden tot Ostrov in het zuiden. Het 28e Legerkorps bevond zich achter het Peipusmeer en had een sterke verdedigingslinie rond Pskov opgebouwd. Ten zuiden van het 28e Legerkorps bevonden zich de vier divisies van het 38e Legerkorps. Ze verdedigden het gebied rond Ostrov en ze dekten de noordelijke flank van het 16e leger. 
Door de vernietiging van Heeresgruppe Mitte tijdens Operatie Bagration was een grote opening ontstaan in het front ten zuiden van Heeresgruppe Nord. Door het zogenaamde Baltische gat stroomden de Sovjetslegers in de richting van Riga. Als het 1e Baltische Front de Letse hoofdstad bereikte, dan waren het Duitse 16e Leger en het 18e Leger omsingeld. Tijdens de laatste dagen van juni bleef het front van het 18e Leger relatief rustig. Het 3e Baltische Front probeerde Pskov te veroveren, maar de Duitse 30e divisie hield stand. Langs het gehele front van het Duitse 28e Legerkorps voerden de Sovjets kleine aanvallen uit, zodat er geen Duitse versterkingen naar het zuiden konden worden gestuurd. Generaal Lindemann, bevelhebber van Heeresgruppe Nord, wilde zijn beide legers en Armee-Abteilung Narwa terugtrekken achter de Dvina, die bij Riga in de Oostzee uitmondde. Op deze manier hoopte hij het front te stabiliseren. Adolf Hitler weigerde elke terugtocht. Op 4 juli 1944 ontsloeg hij generaal Lindemann en hij verving hem door generaal Friessner.
Aanvankelijk hadden de Sovjets hun aanvallen geconcentreerd tegen het 16e Leger, maar op 6 juli 1944 breidde het 2e Baltische Front het offensief uit naar de sector van het 18e Leger. De Sovjets voerden zogenaamde verkenningen in sterkte uit. Dit waren aanvallen op regimentsterkte, gesteund door artillerie en tankbataljons. Ze waren bedoeld om zwakke plekken in de Duitse verdediging te vinden. Als ze een zwakke plek vonden, dan concentreerden ze hun aanvallen op deze sector om een bres te slaan. Het 28e Legerkorps lag in sterke stellingen ten zuiden van het Peipusmeer, maar het 18e leger moest al zijn reserves inzetten om deze aanvallen af te slaan. Op 12 juli 1944 namen de aanvallen in kracht af. De verzwakte divisies hadden standgehouden, maar ze hadden twee van hun verdedigingslinies moeten ontruimen.
Op 19 juli 1944 hervatte het 2e Baltische Front zijn aanvallen tegen de rechtervleugel van het 18e Leger vormde. Het 38e Legerkorps, bestaande uit het 83e Infanteriedivisie, de 21e Luftwaffen-Felddivisie en de 32e Infanteriedivisie, had zich ingegraven achter de rivier Velikaja. Vijftien Sovjetdivisies, gesteund door vijf tankbrigades, vielen langs het hele front aan. Tijdens de nacht concentreerden ze hun aanval tegen de zwakke Luftwaffenfeld-divisie. Enkele bataljons sloegen op de vlucht, maar generaal Loch had geen reserves meer. Op 20 juli ontruimden de Duitsers Ostrov. Doordat het 38e Legerkorps zich terugtrok, kon het noordelijker gelegen 28e Legerkorps zijn stellingen aan het Peipusmeer niet langer verdedigen. Het gehele 18e leger begon zich terug te trekken.
De situatie begon snel te verslechteren voor het 18e Leger. Het 2e Baltische Front had het 16e Leger teruggedreven, waardoor de zuidelijke flank ongedekt was. Beide legers werden steeds verder uiteengedreven. Op 24 juli 1944 brak het Leningradfront door de verdediging bij Narva, waardoor ook de noordelijke flank van het 18e Leger werd bedreigd. Generaal Friessner kwam tot dezelfde conclusie als zijn voorganger. Enkel een terugtocht naar Riga kon de legergroep redden. Tijdens een bespreking op het Führerhoofdkwartier probeerde hij toestemming te krijgen. Hij werd onmiddellijk vervangen generaal Schörner, een fanatieke nazi.
Op 1 augustus bereiken de Sovjets de Oostzee ten westen van Riga. Op 15 augustus 1944 wisten eenheden van het 3e Pantserleger, gesteund door de zware kruiser Prinz Eugen, een corridor naar Heeresgruppe Nord te openen.

#### Augustus 1944: Tartu-offensief

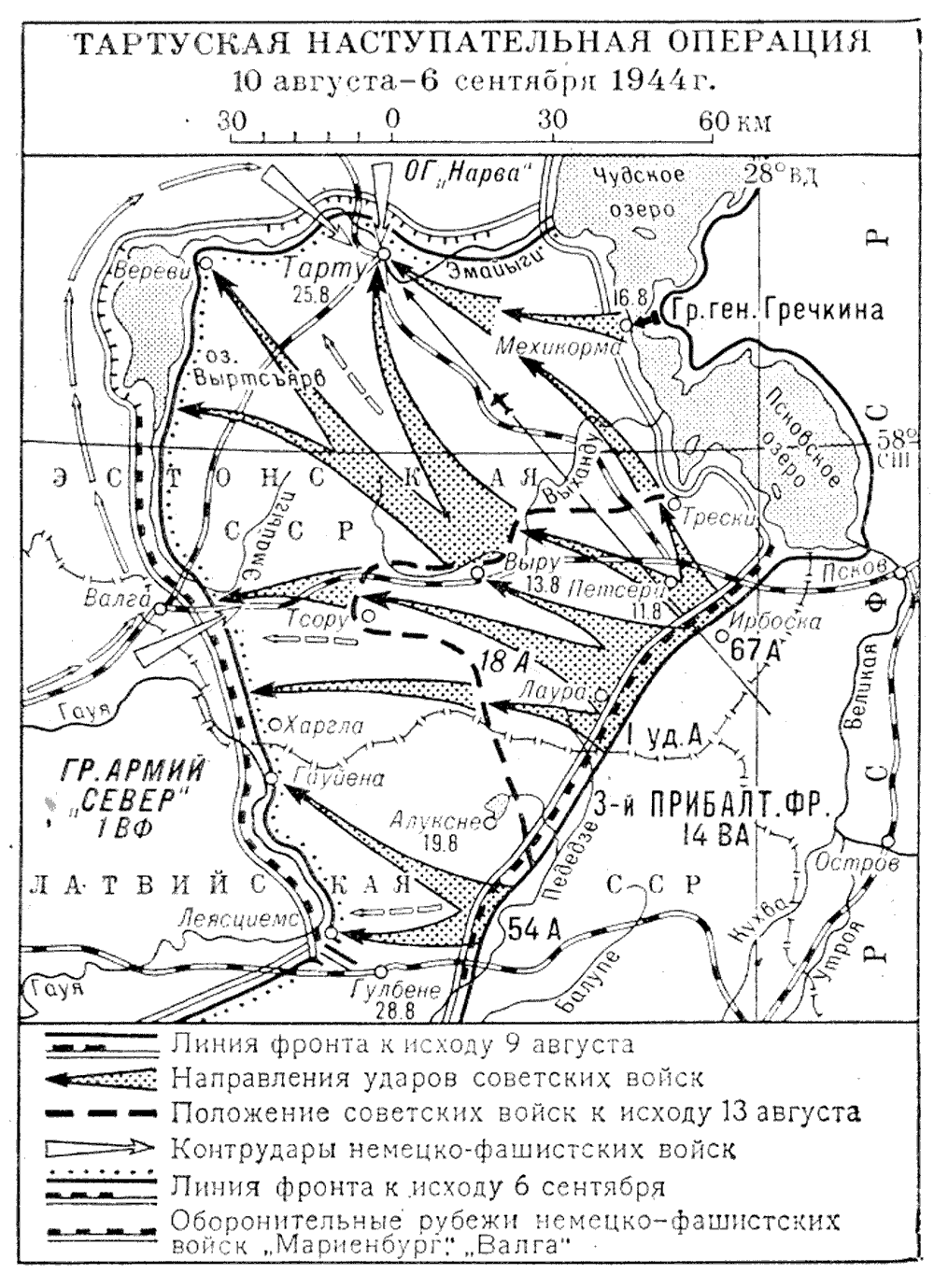
Tartu-offensief

Op 5 augustus 1944 hervatten de Sovjets hun offensief tegen het 18e Leger. Een regiment van de 121e infanteriedivisie werd omsingeld, maar kon de volgende dag uitbreken. Verschillende bataljons van de 83e infanteriedivisie hadden een gevechtssterkte van enkele compagnieën, maar ze hielden stand. Op 7 augustus 1944 schortte het 3e Baltische Front de aanvallen op.
Op 10 augustus 1944 vielen de Sovjets opnieuw de stellingen van het 18e Leger aan. Hun doelwit was het 28e Legerkorps, dat zich ten westen van het Peipusmeer bevond en de ontsnappingsroute van het 3e SS-Pantserkorps bij Narva beschermde. Vier infanteriedivisies, gesteund door twee tankdivisie en duikbommenwerpers vielen de verzwakte 30e infanteriedivisie aan.  De Duitsers boden hevige weerstand, maar de overmacht was te groot. Generaal Loch had geen reserves meer. Twee bataljons werden onder de voet gelopen en een derde trok zich terug. Hun verdediging stortte ineen en tegen de avond gaapte er een bres van 10 kilometer in de Duitse verdediging. Generaal Schörner ontsloeg luitenant-generaal von Basse, commandant van de 30e infanteriedivisie en hij beval de executie van elke officier die zich terugtrok, maar generaal Loch herriep dit laatste bevel. Het Duitse opperbevel stuurde een eskadron van de Luftwaffe. Dit eskadron, bestaande uit Stuka’s en onder leiding van Hans Rudel, was gespecialiseerd in anti-tank oorlogsvoering. In twee dagen vernietigden ze meer dan 50 vijandelijke tanks en tientallen gemechaniseerde kanonnen. De aanval van het 3e Baltische Front begon te haperen. Generaal Schörner profiteerde van deze adempauze om het 2e Legerkorps van het 16e Leger naar de bedreigde sector van het 18e Leger over te plaatsen. Twee infanteriedivisies, de 31e infanteriedivisie en de 87e infanteriedivisie, wisten de bres te dichten.
Op 12 augustus hergroepeerde generaal Loch de restanten van het 50e Legerkorps, het 10e Legerkorps en het VI SS Korps in Kampfgruppe Wegener, die als taak de bescherming van de rechterflank kreeg. De linkerflank werd versterkt met eenheden bestaande uit lokale milities, politie-eenheden en Waffen-SS'ers. Het 67e Leger dreef het 28e Legerkorps verder naar het noorden, maar ze konden nergens een doorbraak forceren. De Sovjets veroverden een belangrijke brug over de Emajõgi, maar de haastig aangevoerde 5e SS-Stormbrigade verhinderde een doorbraak. De Sovjets verlegden hun offensief meer naar het westen en op 25 augustus viel Tartu in hun handen. Een gecombineerde strijdmacht van Waffen-SS'ers en Estse milities zette een tegenaanval en ze heroverden Tartu enkele dagen later. Gesteund door Estse milities hielden de Duitsers stand aan de oevers van de Gauja en de Emajõgi.

#### September 1944: Riga
Op 14 september 1944 begon de aanval van het 3e Baltische Front op de stellingen van het 18e Leger. Na een artilleriebarrage vielen het 67e Leger, het 6e Leger en het 1e Stoottroepenleger de stellingen van het 28e Legerkorps aan, dat zich tussen het Peipusmeer en het Võrtsjärvmeer bevond. Gedurende de ganse dag hielden de Duitse eenheden stand, maar tegen de avond stortte de 12e Luftwaffen-Felddivisie ineen. Ze werden onder de voet gelopen door vijf vijandelijke infanteriedivisies. Generaal Boge schraapte alle beschikbare reserves bijeen. Bevoorradingseenheden, wachtdetachementen en verzorgende personeel werden in de strijd geworpen. Deze Kampfgruppe wist de bres te dichten en het 18e Leger kon zich hergroeperen. Generaal Hans Gollnick trok het 28e Legerkorps terug naar hun derde verdedigingslinie. Gedurende de volgende dagen verloren de vijandelijke aanvallen aan kracht en de uitgeputte eenheden hielden stand. De Sovjets verschoven hun offensief naar het noorden en op 17 september veroverden ze Tartu. Ondanks het koppige verzet van het 18e Leger was de situatie van Legergroep Noord hopeloos geworden. Ten koste van zware verliezen hield het 18e Leger de ontsnappingsroute van Armee-Abteilung Narwa open. In het noorden had Armee-Abteilung Narwa de landengte moeten prijsgeven en in het zuiden hadden de Sovjets Riga bijna bereikt.
Generaal Schörner kreeg de toestemming om Estland te ontruimen. Op 17 september 1944 begon de Kriegsmarine met de evacuatie van het 3e SS Pantserkorps vanuit Tallinn. De rest van Armee-Abteilung Narwa, gevolgd door Estse milities en Duitse burgers, trok over land naar Riga. Het 1e Stoottroepenleger en het 67e Leger probeerden hun ontsnappingsroute af te snijden, maar de onderbemande infanteriedivisies van het 18e Leger vertraagden hun opmars. Bij Vortsjaerv hielden ze de tanks vier dagen tegen.
In de sector van het 50e Legerkorps viel het 3e Baltische Front aan op de scheiding tussen de 31e divisie en de 12e divisie. Na hevige gevechten was er een bres in de verdediging en door deze bres stroomden de Sovjettanks naar het westen. Er waren geen reserves meer beschikbaar. De 31e divisie hergroepeerde zich en trok zich terug naar Wolmar, maar de 21e divisie was verloren. Geïsoleerde pelotons en compagnieën hielden nog enkele dagen stand, maar daarna was de volledige divisie vernietigd. Generaal Wegener, korpscommandant van het 50e Legerkorps, sneuvelde toen zijn hoofdkwartier werd aangevallen door duikbommenwerpers.
Het 18e leger begon zich terug te trekken naar het westen. Ondanks hun zwakke sterkte ontaardde de terugtocht niet in een vlucht. De Duitse troepen bleven als georganiseerde eenheden vechten en langs de opmarsroutes van de Sovjets legden ze hinderlagen en mijnen, zodat ze de opmars konden afremmen. Op 27 september bereikten ze hun nieuwe stellingen enige kilometers ten oosten van Riga.

### Koerland
Op 10 oktober 1944 bereikte de voorhoede van het 1e Baltische Front de Oostzee nabij Memel. Het 16e Leger en het 18e Leger zaten opgesloten in Koerland. Het 18e Leger ontruimde Riga, dat op 16 oktober in handen van het Rode Leger viel. Op dezelfde dag begon de Eerste Slag om Koerland. Adolf Hitler weigerde de troepen over zee te evacueren en tot het einde van de oorlog bleven ongeveer 200 000 Duitse soldaten opgesloten in de zogenaamde Koerland-pocket. De Sovjets ondernamen zes verschillende pogingen om de omsingelde troepen te vernietigen, maar de Duitsers hielden stand tot het einde van de oorlog.

## Commandanten
| Rang                    | Naam              | Begin            | Eind             |
| ----------------------- | ----------------- | ---------------- | ---------------- |
| Generaal der Artillerie | Georg von Küchler | 4 november 1939  | 18 januari 1942  |
| Generaal der Cavalerie  | Georg Lindemann   | 18 januari 1942  | 28 maart 1944    |
| Generaal der Artillerie | Herbert Loch      | 28 maart 1944    | 4 september 1944 |
| Generaal der Infanterie | Ehrenfried Böge   | 4 september 1944 | 9 mei 1945       |

Na de val van Frankrijk werd generaal Georg von Küchler op 19 juli 1940 tot kolonel-generaal bevorderd.  Op 5 juli 1942 werd generaal Georg Lindemann tot kolonel-generaal bevorderd.  Aanvankelijk was generaal Herbert Loch plaatsvervanger en op 6 mei 1944 werd hij tijdelijk met het bevel over het leger belast. Op 4 september 1944 werd hij vervangen door generaal Ehrenfried Böge, die tot voorlopige bevelhebber werd aangesteld.